# Hantarō Nagaoka
Hantarō Nagaoka (長岡半太郎?   15 de agosto de 1865 - 11 de diciembre de 1950) fue un físico japonés.

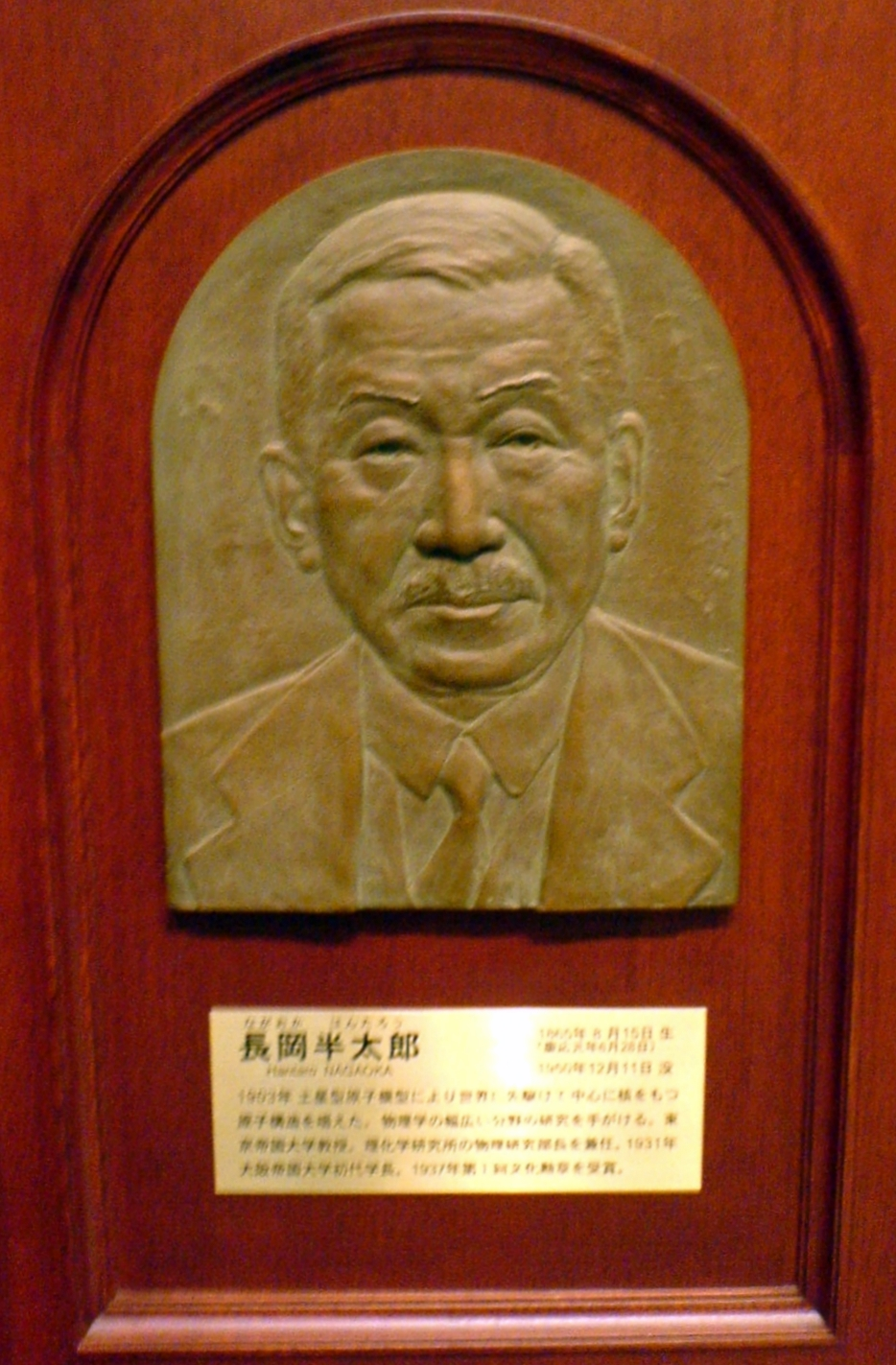
Placa de Hantarō Nagaoka en el museo de la ciencia de Tokio.

Estudió en Alemania y Austria entre 1893 y 1896. En 1904 desarrolló un modelo planetario del átomo (teoría saturniana) que proponía una gran esfera en cuyo centro hay una carga positiva rodeada por los electrones que la orbitan. No obstante el nombre de su teoría (teoría saturniana) generó gran polémica puesto que se creía que en realidad lo propuesto por Nagaoka era un átomo con un núcleo gigantesco en comparación con sus electrones, cuando en realidad lo que Nagaoka plantea con la esfera, es la gran distancia entre el núcleo y los electrones.
Posteriormente investigó en el campo de la espectroscopia. Presidió la Universidad de Osaka entre 1931 y 1934.

## Vida
Nagaoka nació en Ōmura, Nagasaki, Japón y fue educado en la Universidad de Tokio. Después de graduarse en 1887, trabajó con el físico visitante británico Cargill Gilston Knott en el campo del magnetismo. En 1893 viajó a Europa, donde continuó su educación en las universidades de Berlín, Múnich y Viena. También asistió, en 1900, al Primer Congreso Internacional de Físicos en París, donde escuchó la conferencia de Marie Curie sobre radiactividad, un acontecimiento que despertó el interés de Nagaoka en la física atómica.
Nagaoka regresó a Japón en 1901 y se desempeñó como profesor de física en la Universidad de Tokio hasta el año 1925. Después de su retiro, fue nombrado jefe científico del RIKEN, y también sirvió como el primer presidente de la Universidad de Osaka (1931-1934).

## Modelo saturniano del átomo
Los físicos alrededor la primera década del siglo veinte acababan de asomarse a la estructura del átomo. El reciente descubrimiento de J. J. Thomson sobre los electrones cargados negativamente (1897) implicaba que un átomo neutro también debía contener una parte positivamente cargada. En 1903 Thomson sugirió que el átomo era una esfera de carga eléctrica uniformemente positiva, con electrones esparcidos en su interior como lo estarían las ciruelas en el interior de un pudding de ciruelas, uno de los nombres coloquiales dado al modelo atómico de Thomson.
Nagaoka rechazó el modelo de Thomson, debido a que las cargas opuestas son impenetrables por la carga opuesta. Debido a su disconformaidad propuso un modelo alternativo en el que un centro de carga positiva estaba rodeado por un número de electrones que giran, haciendo el símil con Saturno y sus anillos.
En 1904, Nagaoka desarrollo uno de los primeros modelos planetarios del átomo. Tales como el Modelo atómico de Rutherford. El Modelo de Nagaoka estaba basado alrededor de la analogía con Saturno (planeta) y con las teorías que explicaban la estabilidad y relaciones gravitatorias entre este y sus anillos. La cuestión era esta: los anillos son muy estables porque el planeta que orbitan es muy masivo. Este modelo ofrecía dos predicciones:
- Un núcleo muy masivo (en analogía a un planeta muy masivo).
- Electrones girando alrededor del núcleo atómico, atados a esa órbita por las fuerzas electroestáticas (en analogía a los anillos girando alrededor de Saturno, atados a este por su fuerza gravitatoria).

Ambas predicciones fueron exitosamente confirmadas por Ernest Rutherford (que menciona la inestimable contribución de Nagaoka en su texto de 1911 en el cual es propuesto el núcleo atómico). Sin embargo, otros detalles del modelo eran incorrectos. En particular, si los electrones fueran anillos de materia eléctricamente cargados, esto provocaría que fueran inestables debido a la disrupción repulsiva, lo que no pasa con los anillos de Saturno ya que no están cargados. El propio Nagaoka abandonó la creencia en el modelo saturniano del átomo en 1908.
Posteriormente Ernest Rutherford y Niels Bohr presentaron un modelo mucho más viable, el modelo atómico de Bohr en 1913.

## Otros trabajos
Posteriormente a su contribución a los modelos atómicos, Nagaoka hizo investigaciones en espectroscopia y otros campos. En 1909, publicó un texto que trataba sobre la inductancia de los solenoides En marzo de 1924, describió estudios en los cuales tuvo éxito en formar un miligramo de oro y algo de platino a partir de mercurio.

## Premios y reconocimientos
- Por una vida dedicada al estudio científico, Nagaoka fue galardonado con la Orden de la Cultura por el gobierno japonés en 1937.
- El cráter lunar Nagaoka lleva este nombre en su memoria.[3]